# 奥林巴斯PEN数码系列

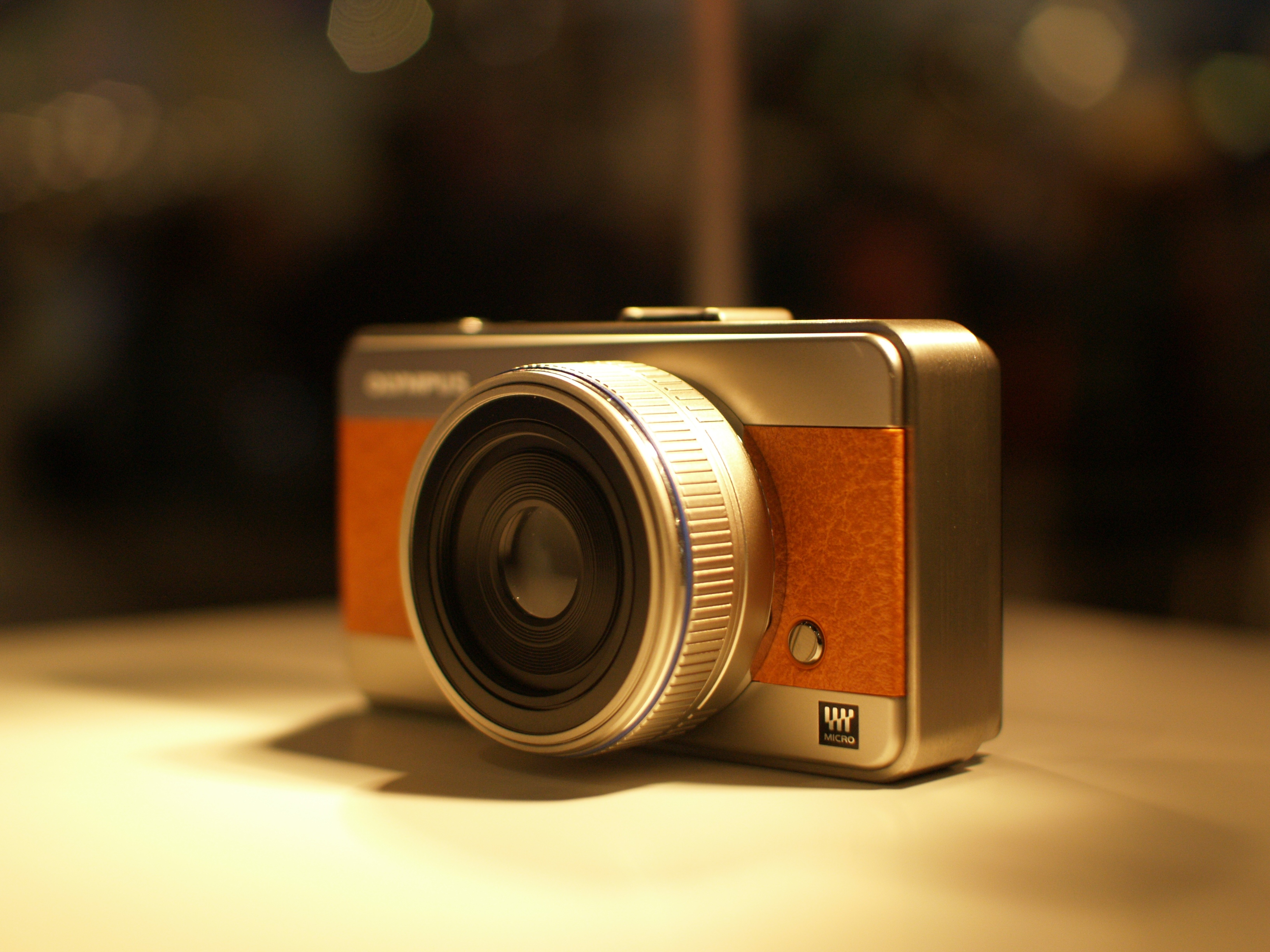
2008年Photokina奥林巴斯公开的便携式无反造型，可视作PEN数码系列的试作型

PEN数码系列是奥林巴斯公司推出的可换镜头数码相机系列产品，属于微4/3系统，在外观风格上承袭经典的奧林巴斯PEN系列，强调便携。
与PEN系列相对的，是奥林巴斯同样采用微4/3系统的OM-D系列，两者可以互换镜头及闪光灯等附件使用。

## 背景

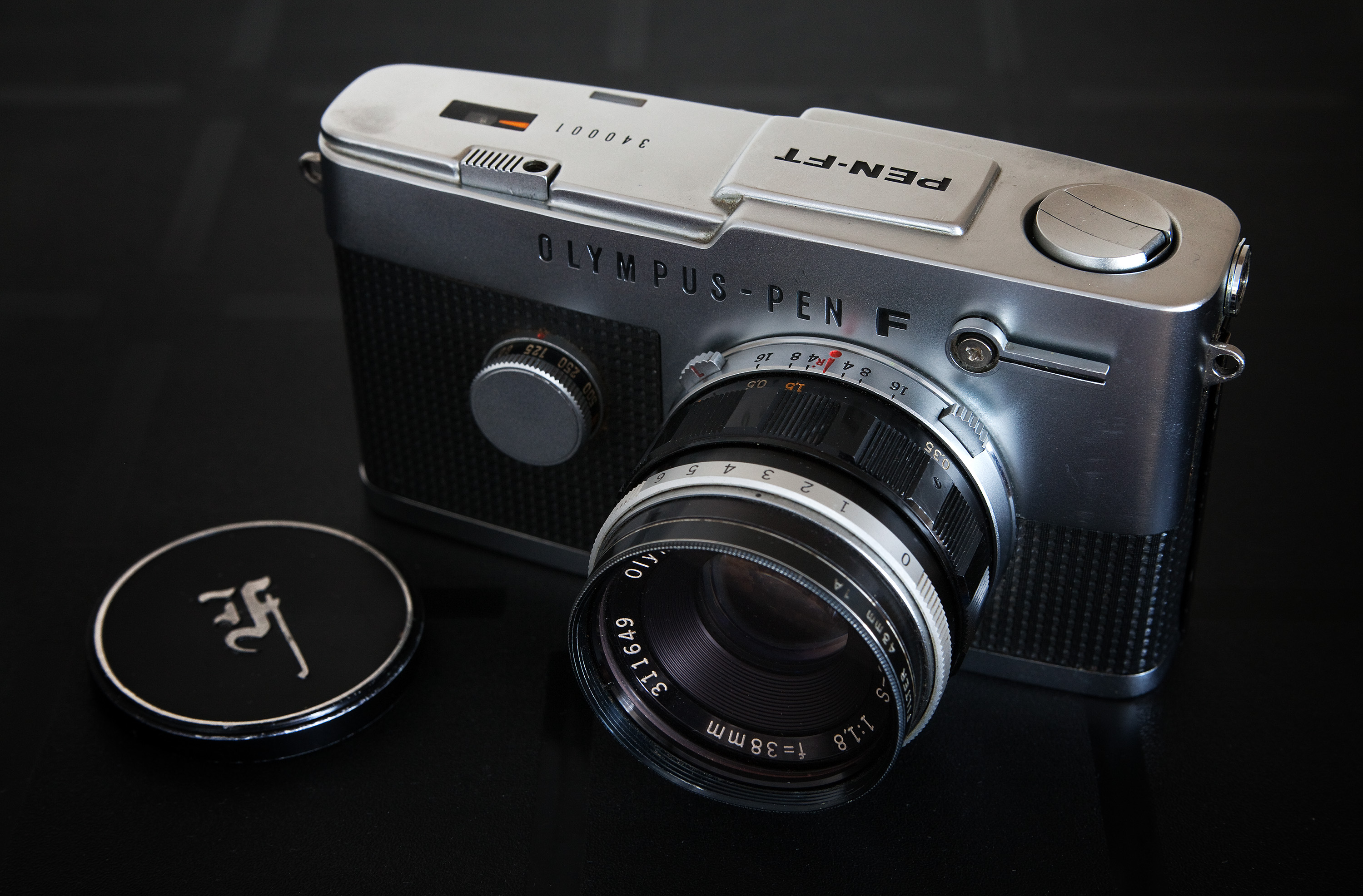
一台奥林巴斯PEN F系列半幅单反相机

奥林巴斯的PEN系列于1959年推出，以初代PEN机型为标志。该机器使用常规易得的135胶片，但以半幅进行拍摄，一卷胶卷可以拍摄72张照片，加上该系列机型定价低廉而画质表现尚可，使得其在六十年代日本，掀起了一股135半格机的流行趋势。由传奇设计师米谷美久初出道负责研发的PEN系列胶片相机，在二十世纪60～70年代十分活跃，最终在全世界累计贩售超过1700万台，而成为奥林巴斯历史上的经典畅销机型。
2008年，奥林巴斯与松下宣布了微4/3系统诞生，同年在Photokina公开了原型机；2009年6月，发布了数码系列第一款的PEN E-P1。

## 设计
与PEN系列产品不同，数码PEN系列从类型上属于无反光镜电子式取景（PEN系固定镜头机型为旁轴，而PEN F系为单反），且底片格式存在差异（胶片机型为半格，而数码机型为更小的4/3规格）。
为了向之前的PEN系列致敬，数码PEN系列产品外观设计上保留了PEN系军舰部的斜肩；且在E-P5世代开始，提供银黑配色选项。
PEN系列，乃至奥林巴斯所有微43系统机型，均具备机身防抖功能，安装适配镜头情况下，可以在半按快门状态下启动以达到图像稳定的效果。初期为垂直于光轴的两轴防抖；从E-P5世代开始，PEN系主流产品装配五轴防抖；且增加WiFi模块，可以使用智能手机/平板设备查看机内图像，或进行遥控拍摄等操作。

## 系列机型
PEN数码系列按照市场划分为具体三个子系列：
- PEN 主流机型
  - PEN E-P1
  - PEN E-P2
  - PEN E-P3
  - PEN E-P5
  - PEN-F
  - PEN E-P7
- PEN Lite 经济机型
  - PEN E-PL1
  - PEN E-PL2
  - PEN E-PL3
  - PEN E-PL5
  - PEN E-PL6
  - PEN E-PL7
  - PEN E-PL8
  - PEN E-PL9
  - PEN E-PL10
- PEN Mini 强调小巧的机型
  - PEN E-PM1
  - PEN E-PM2

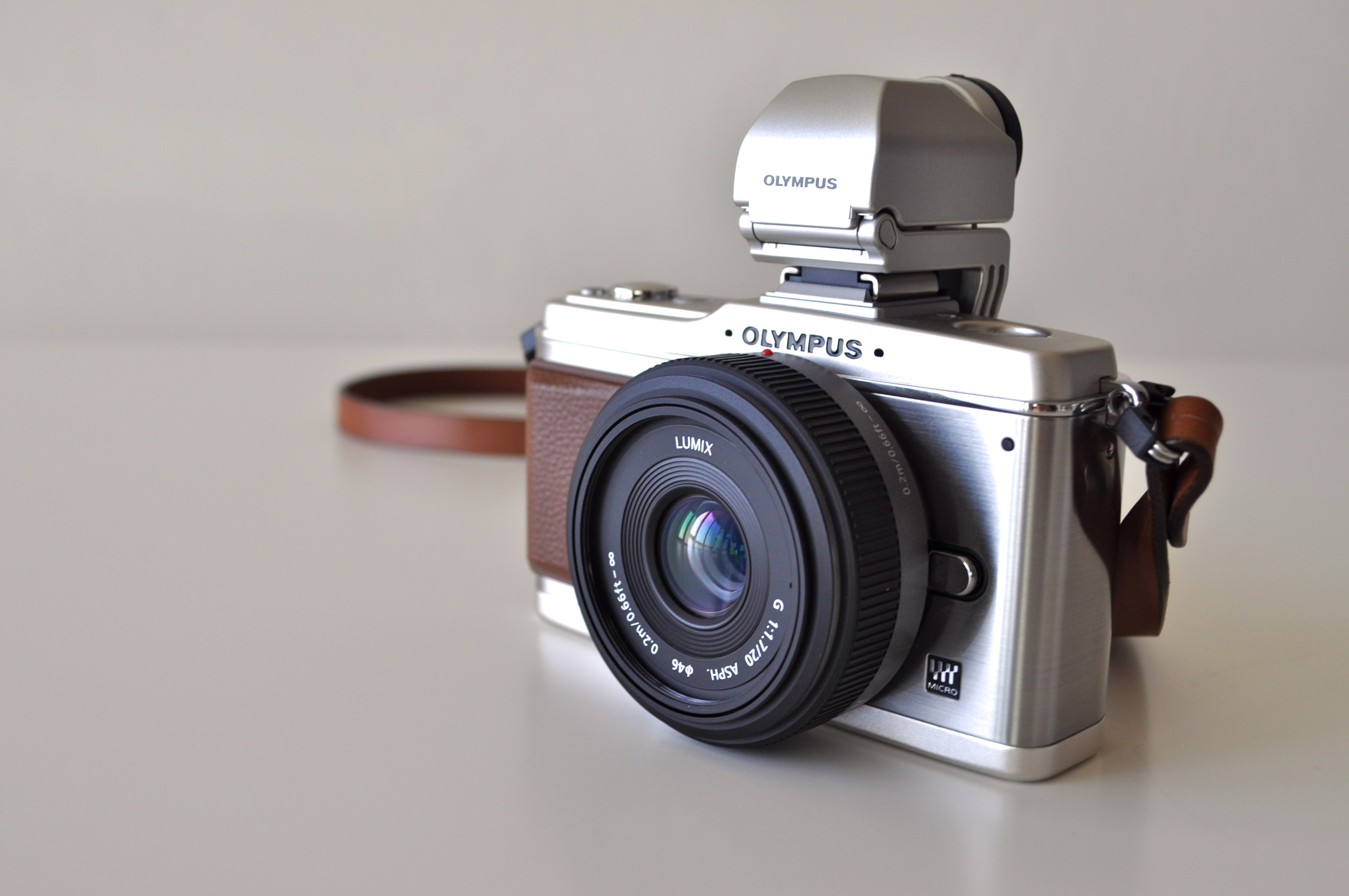
装配电子取景器与饼干镜头的E-P2
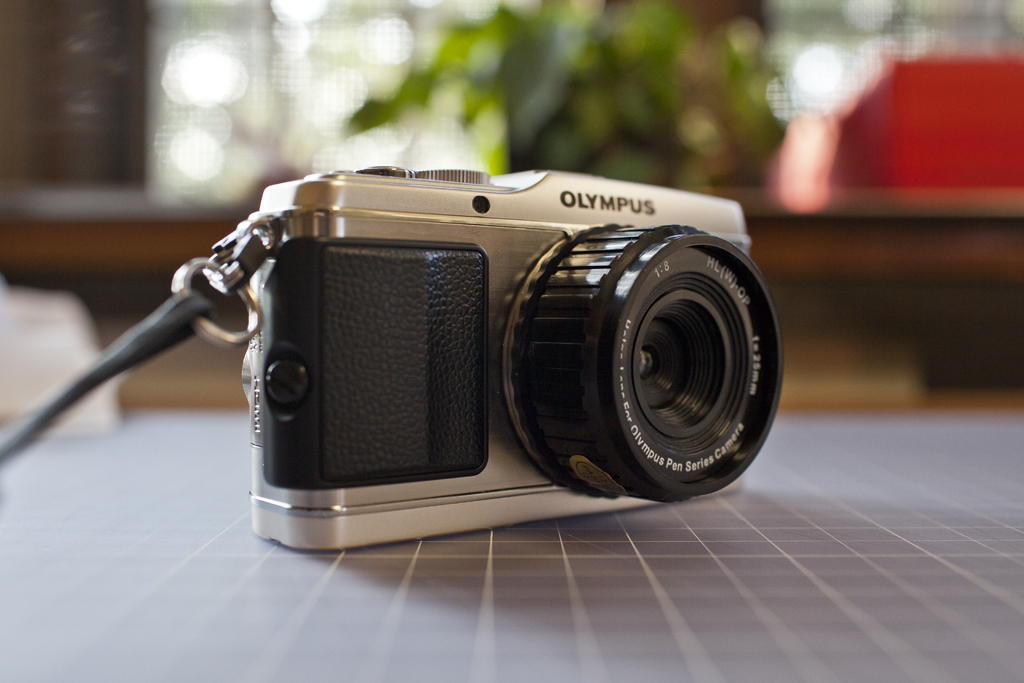
安装Holga镜头的E-P3
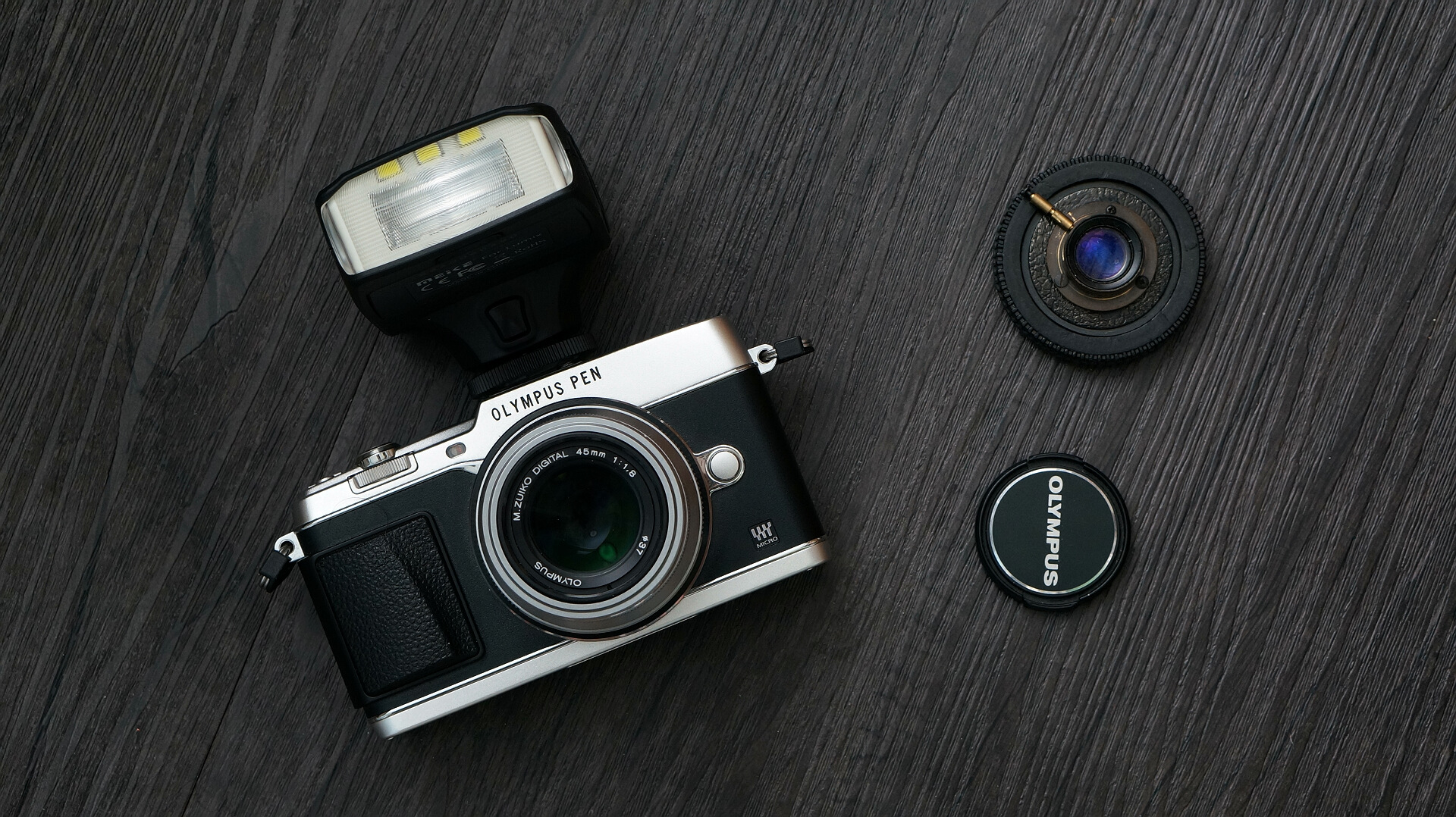
E-P5与副厂闪光灯
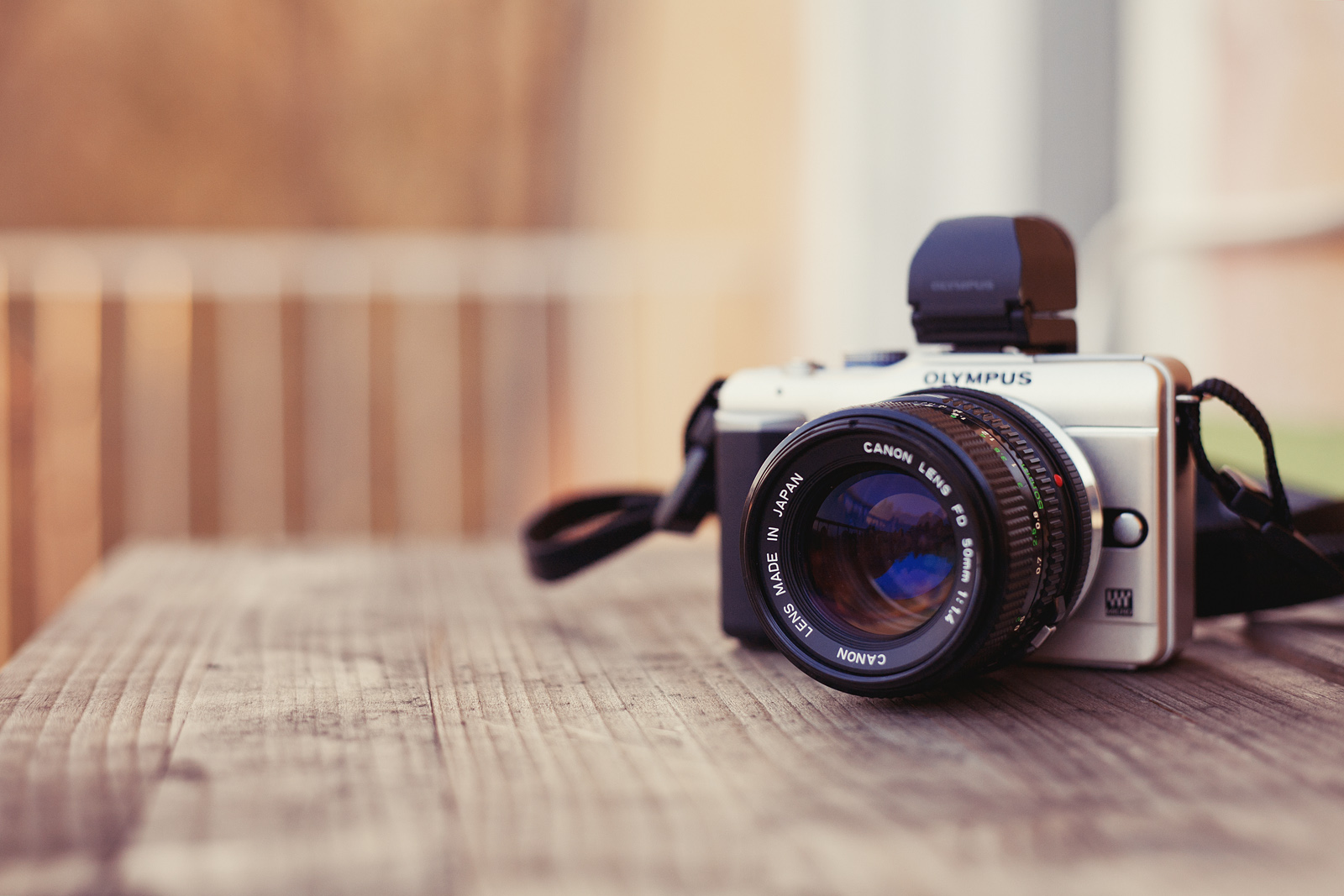
E-PL1与佳能FD50mm镜头
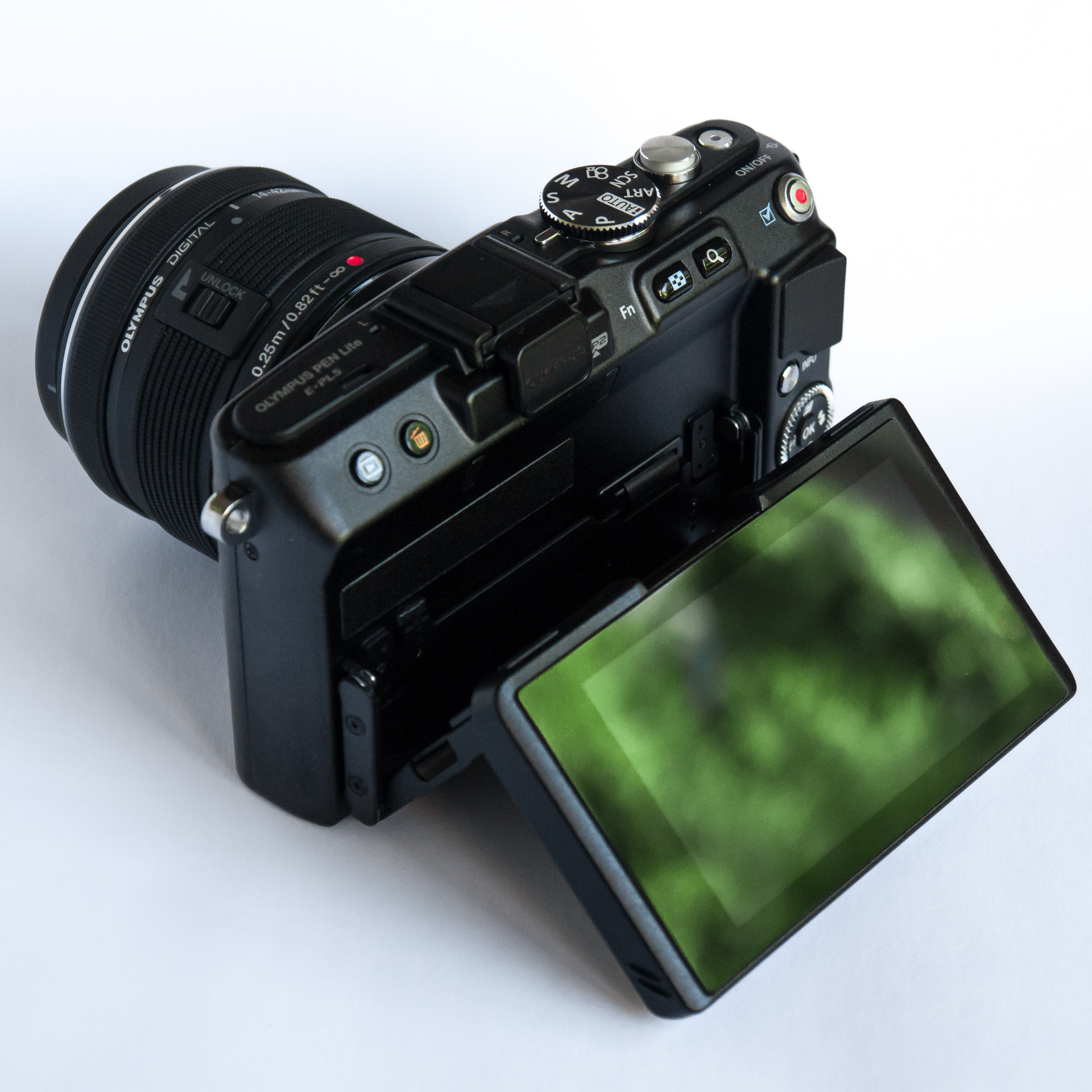
E-PL5的折叠屏
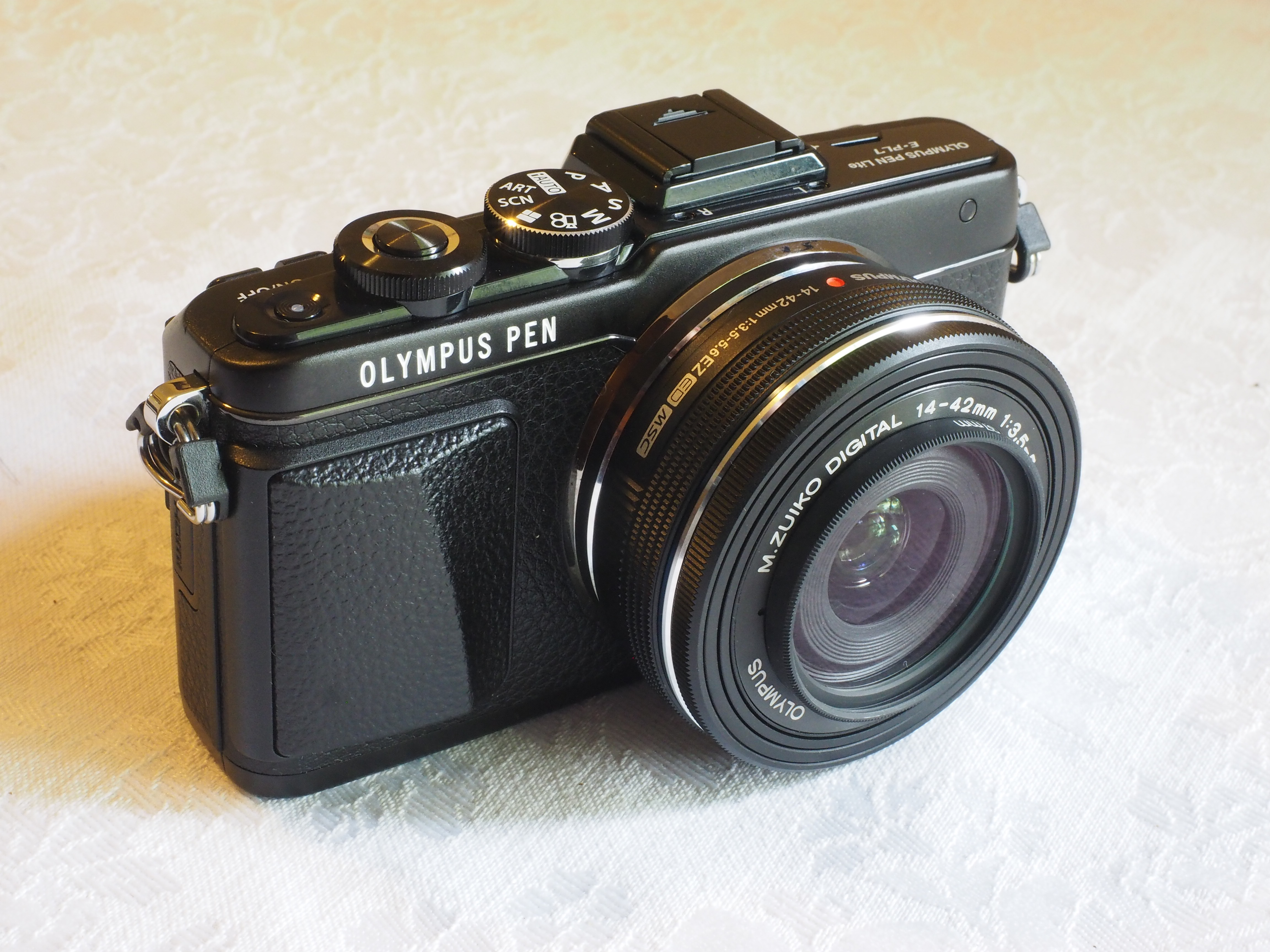
E-PL7

注：PEN系产品，以数字升序代表产品代数；且出于日本市场习惯，跳过“4”编号。

## 附件与接口

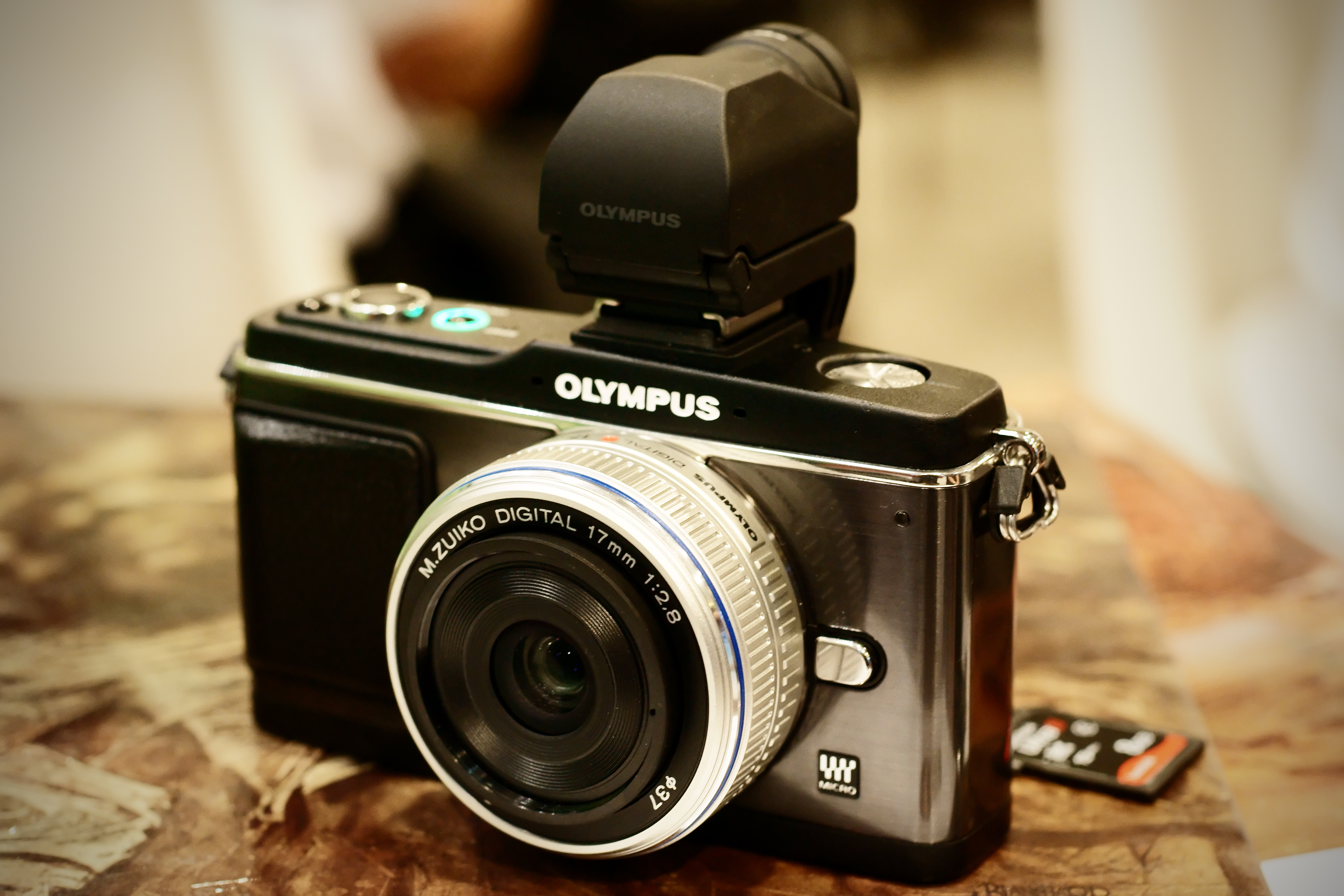
搭载VF-2电子取景器的E-P2

PEN系列产品追求小巧便携，部分功能需要使用热靴和多功能AP接口（Accessory Port）进行扩展。
奥林巴斯发布的电子取景器『VF-2』、『VF-3』与『VF-4』可以通过AP2接口与PEN机身连接，而提供近眼取景功能。此外，还有具备蓝牙无线传输功能的『PP-1』，具备声音采录功能扩展的『SEMA-1』等。
在2016年推出的PEN-F机身上，取消了之前的AP/AP2接口，且内置了电子取景器，也代表了未来的集成式发展方向。